# Pentax K-3 II
La Pentax K-3 II es una cámara réflex digital que se presentó el 22 de abril de 2015 como la sucesora de la exitosa cámara Pentax K-3.
La K-3 II incorpora un nuevo sistema que le permite obtener imágenes con mayor cantidad de detalle y precisión de color. La anterior k3, y cualquier cámara reflex con sensor CMOS, para generar la imagen final, se hace sobre la base de la interpolación de 3 imágenes (rojo verde y azul).
Por ejemplo, la K-3, la imagen final de 24Mpx, se crea a partir de 3 imágenes roja verde y azul de 6Mpx cada una. Una vez combinadas, se obtiene la imagen final de 24Mpx. El nuevo sistema de la Pentax K-3 II, permite mediante el desplazamiento del sensor en 4 direcciones, la distancia de 1 pixel, tomar 4 capturas simultáneas, de forma que se obtiene una imagen completa de 24Mpx de cada canal de color rojo verde y azul.
De esa forma se evita tener que realizar interpolación de pixeles, pudiendo generar una imagen final con una gran nivel de detalle, sin moaré de color, ni artefactos de colores, ni colores falsos que en ocasiones se producen en cámaras con sensor CMOS, con patrón Bayer (el sistema que tienen todos los sensores cmos).
El sensor cámara es un dispositivo CMOS APS-C con una resolución efectiva de 24,35 megapíxeles con el procesador de imágenes Prime III que comparte con la Pentax 645Z.
Otra de sus características es la incorporación de un módulo GPS y módulo astrotracer, permitiendo localizar las fotos de manera automática, y hacer seguimiento de las estrellas en tomas nocturnas, mediante la información conjunta del GPS, sensores de posición, brújula, etc.
Esta función permite tomas de larga exposición, de tomas nocturnas de cielo, evitando que salgan las rastros o líneas del movimiento de las estrellas, permitiendo capturas que con otras cámaras solo son posibles utilizando rótulas con monturas ecuatorial motorizada.
Para la incorporación de los módulos anteriormente descritos se ha prescindido del flash de la cámara.